# Еланыш
Еланыш (баш. Йыланыш — «змеиная») — река в Мечетлинском районе Башкортостана. Устье реки находится в 159 км по левому берегу реки Ай. Длина реки составляет 12 км.
Протекает через село Еланыш (Дуван-Мечетлинский сельсовет), пересекает автодорогу Р350.

## Данные водного реестра
По данным государственного водного реестра России относится к Камскому бассейновому округу, водохозяйственный участок реки — Ай от истока и до устья, речной подбассейн реки — Белая. Речной бассейн реки — Кама.
Код объекта в государственном водном реестре — 10010201012111100022389.

## Топографические карты
- Лист карты N-40-9 Большеустьикинское. Масштаб: 1 : 100 000. Издание 1978 г.